# Dolerofanita
La dolerofanita és un mineral de la classe dels sulfats. Rep el seu nom del grec antic δολερός, fallida, i φαιυεσθαι, semblar, ja que la seva aparença no suggereix la seva composició.

## Característiques
La dolerofanita és un sulfat de fórmula química Cu₂(SO₄)O. Cristal·litza en el sistema monoclínic. La seva duresa a l'escala de Mohs és 3.
Segons la classificació de Nickel-Strunz, la dolerofanita pertany a «07.BB: Sulfats (selenats, etc.) amb anions addicionals, sense H₂O, amb cations de mida mitjana» juntament amb els següents minerals: caminita, hauckita, antlerita, brochantita, vergasovaïta, klebelsbergita, schuetteïta, paraotwayita, xocomecatlita, pauflerita i grandviewita.

## Formació i jaciments
Va ser descoberta al mont Vesuvi, a la província de Nàpols, Campània (Itàlia), on sol trobar-se associada a altres minerals com l'euclorina, l'eriocalcita i la calcocianita. També ha estat descrita a la mina Dikulushi, al llac Mweru (República Democràtica del Congo); a la mina Marcel, a Radlin (Polònia), a Mayer, Arizona (Estats Units); i tant a la comca de carbó del Txeliàbinsk com al volca Tolbàtxik, a Rússia.